# Sumu-la-El
Sumu-la-El es el segundo rey de la primera dinastía de Babilonia, que reinó aproximadamente en el período 1880-1845  a.  C. (cronología media). Hammurabi se presenta como uno de sus descendientes, para legitimar su poder.
Sumu-la-El es contemporáneo de numerosos reyes y dinastías mesopotámicas:
Al sur, parece haber estado en el trono al mismo tiempo que Sin-kashid,  quien se proclamó rey de Uruk. Está probado que el rey de Kish, Mananâ, reinó en el año 6 de Sumu-la-El. Esta dinastía de Kish es, sin embargo, muy inestable, pues numerosos reyes están atestiguados en períodos cortos. El rey de Marad, Sumu-Numhim, fue vasallo de los babilonios.
Al norte, Sumu-la-El parece ser contemporáneo de tres reyes de Sippar, llamados Banutahtun-ilâ, Iluma-îla e Immerum. Esta dinastía local no parece tampoco muy estable. 
Bajo Sumu-la-El, Babilonia parece conservar relaciones con  Sippar, como atestigua el descubrimiento de ventas de terrenos en barbecho entre los soberanos de los dos estados. Sumu-la-El restaura también seis fortalezas de Babilonia. En el aspecto militar, habría lanzado dos campañas contra Kish, entre los años 12 y 18 de su reinado, que se tradujeron en destrucciones de la ciudad. Al final de su reinado. consiguió conquistar las ciudades de Kazallu, Halambû,  Kish,  Kûta, Anzaqar y Barzi.
Asoció al poder a su hijo Sabium, quien le sucedió a su muerte después de un largo reinado, que consolidó el pequeño principado de Babilonia.